# Northern Region (Ghana)
Koordinaten: 9° 30′ N, 0° 6′ W
Die Northern Region (dt. „Nordregion“) ist eine Region Ghanas mit der Hauptstadt Tamale. Klimatisch, religiös, sprachlich und kulturell unterscheidet sich die Region deutlich von den politisch wie wirtschaftlich dominierenden Regionen des zentralen und südlichen Ghana. Durch die Abspaltung der Savannah Region und der North East Region am 12. Februar 2019 verlor sie 63,84 % ihrer Fläche und 37,78 % ihrer Einwohner.

## Geografie
Die Region liegt im Norden des Landes und grenzt im Norden an die North East Region, im Osten an Togo, im Südosten an die Oti Region sowie im Südwesten an die Savannah Region. Sie wird vom Weißen Volta und seinen Nebenflüssen Nasia und Daka sowie vom Oti durchflossen.

## Klima und Vegetation
Die Northern Region ist deutlich trockener als die sich südlich anschließenden Teile Ghanas. Die Vegetation besteht überwiegend aus Grasland, das von Savanne mit lockerem Bestand an trockenresistenten Bäumen wie dem Baobab oder Akazien gelegentlich unterbrochen wird. Zwischen Mai und Oktober gibt es eine Regenzeit (durchschnittlicher jährlicher Regenfall zwischen 750 und 1050 mm). Von November bis März/April folgt eine Trockenzeit. Die höchsten Temperaturen werden zum Ende der Trockenzeit erreicht, die niedrigsten im Dezember und Januar. Zwischen Dezember und Anfang Februar weht aber häufig der heiße Harmattan aus der Sahara. Die Temperaturen können zwischen 14 °C in der Nacht und 40 °C am Tag schwanken.

## Geschichte

### Bis zur Gründung Ghanas
Im 15. Jahrhundert wurde der größte Teil der Northern Region vom Königreich der Dagomba beherrscht. Im 16. Jahrhundert erwuchs dem Dagombareich im westlichen Teil der Region ein Konkurrent durch das Reich der Gonja. Erst um 1900 wurde der überwiegende Teil der Region als sogenannte Northern Territories britisches Protektorat. Der östlichste Teil der Region dagegen wurde Ende des 19. Jahrhunderts Teil der deutschen Kolonie Togoland, 1919 Teil von Britisch-Togoland und schließlich 1957 Teil des unabhängigen Ghana. Auch durch diese Geschichte unterscheidet sich die Region deutlich vom Zentrum und besonders dem Süden Ghanas, der jahrhundertelang britischem Einfluss ausgesetzt war.

### Die Northern Region bis 2019

Karte der Northern Region vor 2019

Bis zur Abspaltung von Savannah Region und North East Region war Northern Region mit 70.383 km² die flächengrößte Region Ghanas, lag nach Einwohnerzahl aber lediglich im Mittelfeld der Regionen.
Die Abspaltung war das Ergebnis eines Wahlversprechens der New Patriotic Party zu den Wahlen 2016, neue Regionen zu schaffen. In einem Referendum vom 27. Dezember 2018 sprachen sich 99,52 % der Abstimmenden im Gebiet der Savannah Region und 99,67 % im Gebiet der North East Region für die Bildung der neuen Regionen aus, sodass sie am 12. Februar 2019 gegründet wurden.
Einwohnerentwicklung
| Zensusjahr | Einwohnerzahl |
| ---------- | ------------- |
| 2000       | 1.125.000     |
| 2010       | 1.544.946     |
| 2021       | 2.310.939     |

## Kultur und ethnische Konflikte
Die Region ist deutlich traditioneller geprägt als der Süden. Vier der neun sogenannten Paramount Chiefs, also traditioneller Oberhäupter mit besonderen Rechten parallel zu den Institutionen des modernen Staates Ghana, haben ihren Machtbereich in der Northern Region. Der mächtigste von ihnen ist der König der Dagomba, der Yaa Na, der seinen Sitz in der alten Königsstadt Yendi hat. 2002 zeigte sich die Bedeutung des alten Dagombakönigtums in Form schwerer Ausschreitungen und der Ermordung des Dagombakönigs sowie mindestens 17 weiterer Personen infolge eines Thronfolgestreites in der Stadt Yendi.
Das Verhältnis der Ethnien der Northern Region untereinander ist nicht durchgehend unbelastet. Insbesondere zwischen den Dagomba und Nanumba auf der einen und den akephalen („nicht-hierarchisch organisierten“), angeblich nomadischen Konkomba auf der anderen Seite gibt es seit langem schwelende Konflikte. In den Augen vieler unter den dominierenden Dagomba sind die Konkomba landlose Eindringlinge und Banditen, die erst zu Kolonialzeiten in das Land der Dagomba eingedrungen sind. Diese Sicht der Ursprünge und Geschichte der Konkomba in diesem Gebiet Ghanas wird jedoch von ihnen selbst nicht geteilt und auch von der wissenschaftlichen Forschung zu diesem Themengebiet nicht unterstützt, insbesondere von keiner der wissenschaftlichen Arbeiten, die vor dem bewaffneten Konflikt von 1994 über die Konkomba oder Dagomba veröffentlicht wurden. Vielmehr herrscht unter diesen Arbeiten Einigkeit, dass die Konkomba zu den ältesten im Gebiet des heutigen Nordghana lebenden Siedlungsgruppen zählen. In der Gegenwart sind die Konkomba in dem offiziellen ghanaischen System traditional legitimierter politischer Führung bzw. Repräsentation dem oben erwähnten Dagombakönig unterstellt. Im Februar 1994 entlud sich dieser Konflikt in den schwersten bewaffneten Auseinandersetzungen, die der Staat Ghana je erlebt hat. Der Konflikt griff auch auf andere Ethnien über und forderte mehrere tausend Tote.

## Touristische Sehenswürdigkeiten
Kulturell sind insbesondere einige sehr alte Moscheen, z. B. die Larabanga-Moschee im sudanesischen Stil aus dem 13. Jahrhundert, einige Reste deutscher Kolonialarchitektur in Yendi und etliche heilige Haine sehenswert, die um traditionelle Schreine herum entstanden sind.

## Administrative Gliederung
Die Region gliedert sich in 16 Distrikte:
| Distrikt                | Hauptort  |
| ----------------------- | --------- |
| Gushegu Municipal       | Gushegu   |
| Karaga                  | Karaga    |
| Kpandai                 | Kpandai   |
| Kumbungu                | Kumbungu  |
| Mion                    | Sang      |
| Nanton                  | Nanton    |
| Nanumba North Municipal | Bimbilla  |
| Nanumba South           | Wulensi   |
| Saboba                  | Saboba    |
| Sagnarigu Municipal     | Sagnarigu |
| Savelugu Municipal      | Savelugu  |
| Tamale Metropolitan     | Tamale    |
| Tatale/Sanguli          | Tatale    |
| Tolon                   | Tolon     |
| Yendi Municipal         | Yendi     |
| Zabzugu                 | Zabzugu   |